# Resolutie 1672 Veiligheidsraad Verenigde Naties
Resolutie 1672 van de Veiligheidsraad van de Verenigde Naties werd op 25 april 2006 aangenomen
door de VN-Veiligheidsraad met 12 stemmen
voor en 3 onthoudingen van China, Qatar en Rusland.
De resolutie noemde enkele Soedanezen bij naam waartegen de sancties
die met resolutie 1591 waren bepaald werden opgelegd.

## Achtergrond
Al in de jaren 1950 was het zwarte zuiden van Soedan in opstand gekomen tegen het overheersende Arabische noorden. De vondst van aardolie in het zuiden maakte het conflict er enkel maar moeilijker op. In 2002 kwam er een staakt-het-vuren en werden afspraken gemaakt over de verdeling van de olie-inkomsten. Verschillende rebellengroepen waren hiermee niet tevreden en in 2003 ontstond het conflict in Darfur tussen deze rebellen en de door de regering gesteunde Janjaweed-milities. Die laatsten gingen over tot etnische zuiveringen. In de daaropvolgende jaren werden er in Darfur grove mensenrechtenschendingen gepleegd waardoor miljoenen mensen op de vlucht sloegen.

## Inhoud

### Handelingen
Onder hoofdstuk VII van het Handvest van de Verenigde Naties besliste de Veiligheidsraad dat de maatregelen in resolutie 1591 door alle landen in acht moesten worden genomen tegenover de volgende personen:
- Majoor-generaal Gaffar Mohamed Elhassan (commandant van de Westelijke Militaire Regio voor het Soedanese leger),
- Sheik Musa Hilal (chef van de Jalul-stam in Noord-Darfoer),
- Adam Yacub Shant (commandant van het Soedanees Bevrijdingsleger),
- Gabril Abdul Kareem Badri (veldcommandant van de Nationale Beweging voor Hervorming en Ontwikkeling).

## Verwante resoluties
- Resolutie 1663 Veiligheidsraad Verenigde Naties
- Resolutie 1665 Veiligheidsraad Verenigde Naties
- Resolutie 1679 Veiligheidsraad Verenigde Naties
- Resolutie 1706 Veiligheidsraad Verenigde Naties

Lijst ·  1652 ·  1653 ·  1654 ·  1655 ·  1656 ·  1657 ·  1658 ·  1659 ·  1660 ·  1661 ·  1662 ·  1663 ·  1664 ·  1665 ·  1666 ·  1667 ·  1668 ·  1669 ·  1670 ·  1671 ·  1672 ·  1673 ·  1674 ·  1675 ·  1676 ·  1677 ·  1678 ·  1679 ·  1680 ·  1681 ·  1682 ·  1683 ·  1684 ·  1685 ·  1686 ·  1687 ·  1688 ·  1689 ·  1690 ·  1691 ·  1692 ·  1693 ·  1694 ·  1695 ·  1696 ·  1697 ·  1698 ·  1699 ·  1700 ·  1701 ·  1702 ·  1703 ·  1704 ·  1705 ·  1706 ·  1707 ·  1708 ·  1709 ·  1710 ·  1711 ·  1712 ·  1713 ·  1714 ·  1715 ·  1716 ·  1717 ·  1718 ·  1719 ·  1720 ·  1721 ·  1722 ·  1723 ·  1724 ·  1725 ·  1726 ·  1727 ·  1728 ·  1729 ·  1730 ·  1731 ·  1732 ·  1733 ·  1734 ·  1735 ·  1736 ·  1737 ·  1738